# Azat Salidinow
Azat Salidinow (kirg. Азат Салидинов; ur. 1999) – kirgiski zapaśnik walczący w stylu klasycznym. Zajął szesnaste miejsce na mistrzostwach świata w 2024 roku.
Srebrny medalista mistrzostw Azji w 2020. Drugi na mistrzostwach Azji U-23 w 2022. Wicemistrz Azji juniorów w 2018 roku.